# هربرت أفرام
هربرت أفرام (بالإنجليزية: Herbert Avram)‏ هو لاعب شطرنج أمريكي، ولد في 24 يناير 1913، وتوفي في 15 يناير 2006.

## وصلات خارجية
- هربرت أفرام على موقع مباريات الشطرنج (الإنجليزية)